# Anthony Marinelli

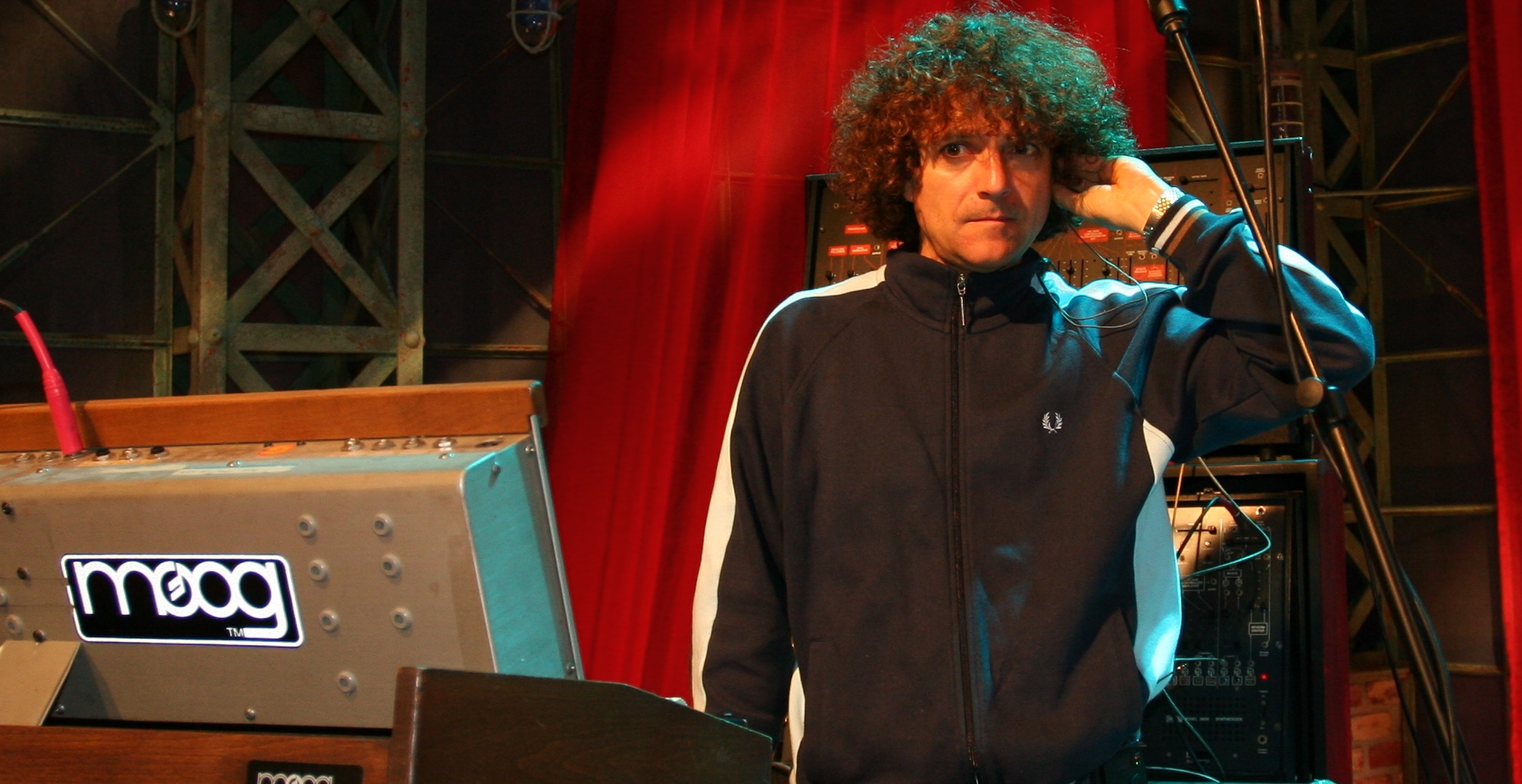
Anthony Marinelli

Anthony Marinelli (* 19. März 1959 in Los Angeles, USA) ist ein US-amerikanischer Filmkomponist.
Er beschäftigte sich schon im Jugendalter mit Musik und Entertainment. Mit 13 Jahren erhielt er Keyboard-Unterricht. Mit 16 Jahren arbeitete er als Studiomusiker. Unter anderem spielte er die Keyboards auf Michael Jacksons Hit Thriller. Marinelli studierte an der USC, für die er ein Stipendium für Musikkomposition und Klavier erhielt.
Marinelli war in den Jahren 1993 bis 2001 mit der Schauspielerin Jill Schoelen verheiratet und hat zwei Kinder.

## Filmografie (Auswahl)
- 1988: Young Guns
- 1995: One Tough Bastard
- 1995–2000: Sliders – Das Tor in eine fremde Dimension (Sliders, Fernsehserie)
- 1996: 2 Tage in L. A. (2 Days in the Valley)
- 1997: Masterminds – Das Duell (Masterminds)
- 1999: Gideon
- 2000: Slow Burn
- 2001: 15 Minuten Ruhm (15 Minutes)
- 2001: Hotel
- 2001: Ein Mann für geheime Stunden (The Man from Elysian Fields)
- 2002: Borderline – Unter Mordverdacht (Borderline)
- 2003: Quicksand – Gefangen im Treibsand (Quicksand)
- 2006: Memory – Wenn Gedanken töten (Memory)
- 2007: Chapter 27 – Die Ermordung des John Lennon (Chapter 27)